# Винтервил (Џорџија)
Винтервил (Џорџија) (енгл. Winterville) град је у америчкој савезној држави Џорџија. По попису становништва из 2010. у њему је живело 1.122 становника.

## Демографија
Према попису становништва из 2010. у граду је живело 1.122 становника, што је 54 (5,1%) становника више него 2000. године.
| Група             | 2000.       | 2010.       |
| Белци             | 829 (77,6%) | 806 (71,8%) |
| Афроамериканци    | 195 (18,3%) | 245 (21,8%) |
| Азијати           | 11 (1,0%)   | 4 (0,4%)    |
| Хиспаноамериканци | 19 (1,8%)   | 59 (5,3%)   |
| Укупно            | 1.068       | 1.122       |